# Tjuonajaure
Tjuonajaure är en sjö i Kiruna kommun i Lappland och ingår i Torneälvens huvudavrinningsområde. Sjön har en area på 0,576 kvadratkilometer och ligger 949,1 meter över havet. Tjuonajaure ligger i Nissuntjårro Natura 2000-område. Sjön avvattnas av vattendraget Tjuonavaggejåkka.

## Delavrinningsområde
Tjuonajaure ingår i det delavrinningsområde (757860-163114) som SMHI kallar för Utloppet av Tjuonajaure. Medelhöjden är 1 127 meter över havet och ytan är 8,63 kvadratkilometer. Det finns inga avrinningsområden uppströms utan avrinningsområdet är högsta punkten. Tjuonavaggejåkka som avvattnar avrinningsområdet har biflödesordning 2, vilket innebär att vattnet flödar genom totalt 2 vattendrag innan det når havet efter 483 kilometer. Avrinningsområdet består mestadels av kalfjäll (91 procent). Avrinningsområdet har 0,77 kvadratkilometer vattenytor vilket ger det en sjöprocent på 8,9 procent.